# Museo di anatomia umana Luigi Rolando
Il Museo di Anatomia Umana Luigi Rolando è un museo di anatomia fondato nel 1739 con sede a Torino (quartiere San Salvario).
Fa parte della rete museale dell'Università degli Studi di Torino.

## Storia
Lo studio dell'anatomia a Torino inizia nel 1563, con l'arrivo in città dello studioso savonese Angelo Visca, ma fu solo nel 1739 che si ebbe la prima collezione di preparati anatomici, commissionata a Giovanni Battista Bianchi da Carlo Emanuele III per il costituendo Museo dell'Università. Di quella raccolta restano ancora una pregevole statua in gesso di donna gravida, un modello scomponibile di cervello in legno e avorio ed alcune cere.
Nel 1830, grazie all'opera di Luigi Rolando, la collezione viene incrementata da nuovi reperti ed esposta al pubblico in quello che oggi è il museo egizio di Torino.
Fra il 1837 ed il 1898, sotto la direzione di Carlo Giacomini, la collezione viene ancora ampliata con l'aggiunta di preparati anatomici in alcol ed a secco. Il diffondersi della teoria evoluzionistica di Charles Darwin incentiva lo sviluppo delle collezioni antropologiche e primatologiche.
Nel 1898, con il completamento del palazzo degli studi anatomici, il museo viene trasferito nella sua sede definitiva.

## Collezioni
Il museo, oltre alle raccolte di materiale prettamente anatomico, ospita ed espone anche collezioni antropologiche, frenologiche, primatologiche, artistiche e di strumenti d'epoca.
È inoltre presente una biblioteca ed un archivio documentale e fotografico.